# Rhaphidorrhynchium amoenum
Rhaphidorrhynchium amoenum är en bladmossart som beskrevs av Fleischer 1923. Rhaphidorrhynchium amoenum ingår i släktet Rhaphidorrhynchium och familjen Sematophyllaceae. Inga underarter finns listade i Catalogue of Life.